# Jean-Baptiste Mortaize
Joseph-Casimir Mortaize, Jean-Baptiste Mortaize, en religion, né le 27 mars 1798 à Rabat-les-Trois-Seigneurs, en Ariège, et mort le 15 janvier 1870, est un moine chartreux, français qui fut prieur de la Grande Chartreuse de 1831 à 1863 et donc 61e ministre général de l'ordre des Chartreux. La restauration de l’ordre cartusien, après la révolution française, est l’œuvre de dom Jean-Baptiste Mortaize.

## Biographie
Joseph-Casimir Mortaize est le fils d'Étienne Mortaize et d'Anne Rousse, second de leurs quatre enfants. Le curé de la paroisse, ami de la famille, se charge de lui donner les premières leçons de latin. Un peu plus tard, on l'envoie continuer ses études au collège de Pamiers, puis au grand séminaire de Toulouse.
Il est diacre du séminaire de Toulouse quand il entre à la Grande Chartreuse le 9 avril 1824. Il fait profession le 24 juin 1825 et est chargé du cours de théologie et d'initier les postulants à la récitation de l'office divin et aux divers usages et cérémonies propres à l'ordre de Saint-Bruno. Il est ordonné prêtre en décembre 1825. En 1827, il est nommé maître des novices et en 1829 vicaire, et à cause de circonstances exceptionnelles, il est comme le prieur de la maison. Il est élu prieur de Chartreuse, à l'unanimité au premier tour de scrutin, et général de l’Ordre le 6 octobre 1831.
À cette époque, l'observance religieuse dans la Grande Chartreuse souffre, en plus d'un point du grand âge des religieux, de la diversité des us et coutumes apportés par ceux-ci de toutes les maisons dont ils sont originaires, mais surtout de l'interruption forcée de toutes les traditions cartusiennes pendant les années de la première République et de l'Empire ; Le nouveau général veut restaurer l'ordre de saint Bruno tout entier. Le jour même de son installation il se met à l’œuvre, en réclamant la stricte observance du statut cartusien. Le « Statut, tout le Statut, rien que le Statut ». 
Dom Jean-Baptiste sollicite de Rome les dispenses nécessaires pour le rétablissement des chapitres généraux. Le 2 juillet 1837, toutes les difficultés sont aplanies, et ces grandes assises de l'Ordre, interrompues depuis près d'un demi-siècle, reprennent leurs cours.
Sous son généralat, la liqueur de la Grande-Chartreuse est développée, vers 1840. 
En 1843, on peut entreprendre la restauration de la chartreuse de Montrieux et en 1844, de celle du Reposoir. En Italie, la chartreuse de Pavie est rendue par l'Autriche à sa destination primitive.
Le village de Saint-Pierre-de-Chartreuse et le bourg de Saint-Laurent-du-Pont sont en grande partie reconstruits aux frais du monastère à la suite des incendies de 1845 et 1854.
Dès 1852, une nouvelle maison est fondée à Montauban pour les religieuses chartreusines; et en 1854, le gouvernement constitutionnel du Piémont lui arrache la chartreuse de Turin, en 1855 il fait entreprendre la restauration de la chartreuse de Portes; en 1858, celle de Vauclaire, et, un peu plus tard, des négociations s'ouvrent avec le conseil d’État de Fribourg, en Suisse, pour le rétablissement de la Valsainte.
Il transporte à la correrie, nouvellement réparée, l'hospice des malades, établi depuis longtemps à la porte du monastère ; il élève et reconstruit en partie la chapelle consacrée aux frères et aux domestiques.
Pendant presque tout le cours de son généralat, il n'a cessé de demander sa démission dans les assemblées des chapitres généraux ; il s'adresse plusieurs fois à Rome sans pouvoir l'obtenir. En conflit avec des prieurs pour des questions administratives, il démissionne le 16 février 1863 et se retire à Pavie où il meurt le 15 janvier 1870.